# Iruma à l'école des démons
Iruma à l'école des démons, aussi connu au Japon sous le titre Mairimashita! Iruma-kun (魔入りました！入間くん), est un shōnen manga comique et fantastique écrit et dessiné par Osamu Nishi. Il est prépublié depuis le 2 mars 2017 dans le magazine Weekly Shōnen Champion d'Akita Shoten et il comporte quarante-quatre volumes reliés en août 2025. La version française est publiée par nobi nobi ! depuis septembre 2020. Le manga possède une série dérivée intitulée Makai no Shuyaku wa Wareware da! (魔界の主役は我々だ！), publiée depuis le 9 janvier 2020 dans le Weekly Shōnen Champion et compilée en volumes reliés par Akita Shoten.
Une adaptation en une série télévisée d'animation, diffusée sous le nom Welcome to Demon School! Iruma-kun, est réalisée par le studio Bandai Namco Pictures : la première saison est diffusée d'octobre 2019 à mars 2020 et la deuxième entre le 17 avril et le 11 septembre 2021,. Une troisième saison est en cours de diffusion depuis le 8 octobre 2022.

## Synopsis
L'histoire suit Iruma Suzuki, un garçon de 14 ans qui est vendu à un démon par ses parents. Ce démon, connu sous le nom de Sullivan, emmène Iruma avec lui dans le monde des démons et l'adopte officiellement comme son petit-fils.
Il inscrit Iruma à l'école des démons de Babyls dont il est le directeur, et où Iruma se lie rapidement d'amitié avec les démons Alice Asmodeus et Clara Valac. Cependant, Sullivan dit à Iruma de ne jamais révéler qu'il est un Humain, sinon il serait mangé : Iruma jure alors de faire tout son possible pour se fondre dans la masse durant sa vie dans le monde des démons, bien qu'il se démarque malgré lui dans toutes les situations et aventures qui se présentent à lui.

## Personnages

### Personnages principaux

#### Protagoniste
Iruma Suzuki (鈴木入間, Suzuki Iruma) / « Iruma » (入間 / イルマ) (couramment) / « Maître Iruma » (入間/イルマ様, Iruma-sama) (par Az) / « Irumachou » (入間/イルマち, Iruma-chi) (par Clara) / la « Diablodole » Irumi (イルミ) (alias féminin) / « Iru » (イル坊, Iru-bou) (par Alikred) / le « mauvais » Iruma (入魔 / 悪入間, [Aku-]Iruma) (alias démoniaque)
Voix japonaise : Ayumu Murase
Un Humain de 14 ans qui est une incarnation de bonté, soucieux des autres et incapable qu'il est de refuser une demande à qui que ce soit, surtout quand elle est demandée poliment : les mots qui l'affectent le plus sont « s'il te plaît », « à l'aide » et « je vous en prie ». Négligé par ses parents et souvent exploité, il n'a pas eu une vie ordinaire dans le monde des Humains et n'a pu fréquenter normalement l'école comme les autres enfants, ayant dû occuper une variété d'emplois dès son plus jeune âge pour subvenir à ses besoins. Cependant, il a acquis grâce à ses expériences d'une vie malchanceuse, en plus de bons réflexes de survie dus à un instinct de conservation développé, une capacité presque surhumaine d’esquive instantanée : elle lui vaut le respect et l'admiration d'Alice, qui devient plus tard son premier ami à Babyls après qu'Iruma ait esquivé toutes ses attaques et qu'il ait réussi sur un malentendu à le mettre hors d'état de nuire. Iruma est également très gentil et il aime vraiment aider les gens malgré les inconvénients que cela peut lui apporter, ce qui lui vaut notamment la sympathie du personnel ouvrier de l'école. Il se lie d'amitié avec Clara et est, à son insu, très respecté par ses camarades de classe, qui voient en lui un puissant démon. Lors d'un examen de dressage de familier, il fait accidentellement du professeur Callego son familier pour un an. Il se retrouvera dans la « classe anormale », regroupant les élèves jugés les plus irrécupérables (et donc, méprisés), en compagnie d’Alice et Clara. Amélie, la présidente du Bureau des Élèves, voulant vérifier sa théorie qu'Iruma pourrait être un Humain, lui demande de lui lire un manga pour filles, ne pouvant comprendre l'écriture japonaise.
Pendant les examens de placement du rang de démon, le sien était incommensurable, le hibou de rang lui ayant donné un anneau de démon au lieu d'un badge de rang, il a donc été placé dans le rang le plus bas : Aleph (1). À l'épreuve pour monter de grade, il arrive à remporter la balle aux prisonniers en un contre un avec Alice et ainsi passe d’Aleph (1) à Beth (2). Il rejoint le Batora des objets démoniaques de Kiriwo avec Clara et Alice, ils gagnent le prix du petit malin à la fête de l'école et il passe au rang de Gimel (3). Après l'arrestation de Kiriwo et la dissolution du Batora des objets démoniaques, Amélie le recrute au Bureau des Élèves.
En voulant comprendre ses camarades, Iruma acquiert un « Cycle du mal » comme tous les démons grâce à Alikred, l'esprit de son anneau glouton. Dans cet état, il devient plus sombre, agressif, charismatique et arrogant, mais conserve sa compassion, sa gentillesse ainsi que son appétit impressionnant (même selon des normes démoniaques) : il améliorera durant ce laps de temps les conditions de sa « classe anormale », faisant face aux enseignants de Babyls et obtenant selon un accord avec Callego leurs signatures pour accéder à Royal One, la classe anciennement scellée du dernier Roi-Démon historique, ce qui lui vaudra également le respect de tous ses camarades (même s'il s'excuse immédiatement auprès d'eux pour les ennuis qu'il a causés quand son Cycle du mal s'achève et qu'il reprend sa personnalité d'origine).
Lors du festival des récoltes, il apprend à utiliser un arc magique. En remportant le festival, il est couronné jeune roi et passe au rang de Daleth (4). Lors de la performance de la pièce << Le Tapis rouge de Lilith >>, son talent de pianiste fut tel qu'Amduscias Poro l'a comparé à celui de son vieil ami, le roi-démon Delkira.
Il est actuellement Hé (5).

#### Entourage proche d'Iruma
Alice Asmodeus (アスモデウス・アリス, Asumodeusu Arisu) / « Az » (アズ君, Azu-kun) (par Iruma) / « Azou-Azou » (アズアズ, Azu-Azu) (par Clara) / la « Diablodole » Alice (アリス) (alias féminin)
Voix japonaise : Ryōhei Kimura
Le meilleur ami et fidèle compagnon d'Iruma après avoir perdu une bataille contre lui (Iruma a esquivé toutes ses attaques) sur un malentendu lors de leur premier jour à Babyls. Après ce qui passe aux yeux de tous (lui compris) pour une défaite absolue d'Alice ainsi qu'une démonstration de puissance incontestable par Iruma (malgré ce dernier, qui ne voulait pas se faire remarquer), il le considèrera comme son maître et lui voue une loyauté à l'égal de son admiration totale pour lui. Son rang et sa puissance dépassent tous ceux des étudiants de première année, et il possède une magie de feu très puissante. Il était le major de promotion de la classe de première année, avec les notes les plus élevées à l'examen d'entrée. Il jouait d'abord à contrecœur avec Clara à la demande d'Iruma, mais il devient plus tard son ami. Alors qu'il n'était a priori pas censé s'y retrouver au vu de ses talents, il atterrira toutefois (de bon cœur) avec eux dans la « classe anormale ». Généralement très digne, calme et détaché (voire inaccessible) dans ce qu'il renvoie aux autres, il devient instantanément plus émotif et concerné quand Iruma est impliqué, se battant même avec passion contre Clara pour pouvoir attirer sur lui l'attention du « maître », ou contre ses propres peurs (comme celle qu'il ressent envers le poisson) pour lui faire plaisir. Son familier est un Serpent Gorgone blanc qui manie également le feu et son rang est Daleth (4), qu'il reçoit en arrivant premier à l'examen de placement. Afin de passer le plus de temps possible en compagnie d'Iruma, il rejoindra avec Clara le même Batora que lui. À la suite de l'arrestation de Kiriwo et la dissolution de leur Batora, Alice est contraint de rejoindre temporairement celui de magie noire, à son grand désarroi (d'être séparé d'Iruma). Il est actuellement au rang Hé (5).
Clara Valac (ウァラク・クララ, Waraku Kurara) / « Clarinette » ; la « Diablodole » Clarin (クラリン, Kurarin) (sobriquet ; alias)
Voix japonaise : Ayaka Asai
Une fille très étrange même pour un démon, reconnaissable à ses longs cheveux verts et aux caractéristiques ovines typiques des nombreux membres de sa modeste, mais néanmoins soudée et heureuse famille (un père aventurier, une mère et une fratrie de six enfants dont elle est la seconde, composée avec : son frère ainé Urara, qui est souvent absent et le seul élément « atypique » de la famille — c'est-à-dire, qui n'est pas déluré et impulsif comme les autres ; deux petits frères, Konchie et Keebow ; et deux petites sœurs en bas âge, Sin-Sin et Ran-Ran). Autant fonceuse et hyperactive qu'elle est simplette et en permanence distraite, son idée fixe est le désir de jouer. Son pouvoir héréditaire consiste en la capacité de faire apparaître de ses poches n'importe quelle chose qu'elle aurait déjà vue et donc, n'arrivant pas à se faire apprécier des autres pour s'en faire de véritables amis jusqu'à sa rencontre avec Iruma, s'en servait pour soudoyer l'attention et le temps des démons de son âge avec des collations, afin qu'ils acceptent de jouer (même brièvement) avec elle, même en se doutant de ce qu'ils pouvaient réellement penser et dire d'elle dans son dos. Iruma a toutefois déclaré à Clara qu'il n'avait pas besoin de ses cadeaux pour avoir envie de jouer avec elle car il appréciait vraiment sa compagnie : elle devient ainsi la meilleure amie d'Iruma et, par défaut, d'Alice (malgré des disputes occasionnelles avec ce dernier pour accaparer son attention). Son familier, un Faru-Faru, est une créature indescriptible rare et son rang est Gimel (3), qu'elle obtient en finissant seconde à la course de placement en s'accrochant toute la course à Alice. Afin de rester le plus de temps possible en compagnie d'Iruma, elle rejoindra avec Alice le même Batora que lui. À la suite de l'arrestation de Kiriwo et la dissolution de leur Batora, Clara est contrainte de rejoindre temporairement celui de ludisme, ce dont elle arrive toutefois à profiter le temps que cela dure. Au bout d'un moment, elle développe (bien qu'innocemment) des sentiments pour Iruma ce qui, avec sa capacité à être totalement honnête et transparente sur ce qu'elle ressent, en fait aux yeux d'Amélie (qui est beaucoup plus introvertie et timorée qu'elle sur la question) une rivale de taille. Son rang actuel est Daleth (4).
Amélie Azazel (アザゼル・アメリ, Azazeru Ameri)
Voix japonaise : Saori Hayami
Une démone vulpine ainsi que la présidente du Bureau des Élèves à Babyls. Bien qu'elle soit digne et aussi respectée que crainte (ou désirée) par la population étudiante, pour qui elle incarne un modèle à la fois de beauté, d'intégrité et de force, elle leur cache sa secrète fascination pour le monde des Humains, surtout en ce qui concerne leurs mœurs et rituels sentimentaux. Grâce à son amour de la bande dessinée japonaise, littérature humaine censée demeurer inconnue du grand public et classée comme « livre interdit » mais à laquelle elle a accès par des prérogatives familiales de gardien (son père étant lui-même l'équivalent d'un agent de police fédérale dans leur monde), Amélie était le seul démon à soupçonner l'humanité d'Iruma à leur rencontre, tandis que la plupart des démons n'ayant aucun contact avec eux considère généralement son espèce comme un mythe. Plus tard, elle confirme — à l'insu de ses semblables et du concerné — ses soupçons, se lie d'amitié avec le jeune homme et développe des sentiments pour lui, au grand dam de son père protecteur et irrationnellement angoissé sur le sujet (sa fille chérie avec de potentiels prétendants). Son pouvoir héréditaire Romantista, Reine du Rêve éveillé, qui éclaircit sa chevelure, lui permet de dépasser ses propres limites physiques et d'acquérir une force supérieure — à hauteur de son degré de confiance en elle. Son rang est Vav (6), le plus élevé de tous les étudiants.

### Personnages secondaires

#### Famille adoptive d'Iruma
Sullivan (サリバン, Sariban)
Voix japonaise : Takaya Kuroda
Le directeur de l'école de démons de Babyls, un démon qui apparaît comme un homme d'âge avancé et l'un des trois démons à s'être hissés parmi la classe des Teth (9), ce qui en fait l'un des plus puissants et influents de la société ainsi qu'un candidat potentiel pour devenir le nouveau roi-démon. Sullivan achète Iruma à ses parents et le ramène avec lui dans le monde des démons afin de l'adopter comme son petit-fils, n'ayant lui-même pas de descendance et désirant combler le vide ainsi que l'envie le rongeant à chaque réunion avec ses deux homologues, eux-mêmes grands-parents naturels et épanouis qui vantent à chaque occasion les qualités de leurs petits-enfants. Il adore lui-même son nouveau petit-fils et le comble de cadeaux et d'attention au point d'en devenir gâteux. Pour aider Iruma à se fondre parmi les démons et ne pas trahir ses origines humaines, il le place avec Alice et Clara dans la « classe anormale » de l'école, qui regroupe les élèves marginaux ou perturbateurs jugés les moins prometteurs (c'est-à-dire, les plus faibles ou irrécupérables), et recharge au besoin sa bague magique avec sa propre puissance, afin de compenser sa condition d'Humain et lui permettre de se protéger en cas de nécessité.
Opéra (オペラ, Opera)
Voix japonaise : Mitsuki Saiga
L'assistant, secrétaire et majordome flegmatique de Sullivan, qui apparaît comme un démon androgyne aux caractéristiques de chat. À ces titres, Opéra vit avec son maître et Iruma dans leur manoir, et gère ses tâches quotidiennes (blanchisserie, cuisine, organisation, transport...) comme les lubies parentales de Sullivan : avec une efficacité aussi irréprochable que déconcertante. En tant que bras droit fiable, il n'hésite pas au besoin à remettre à sa place ce dernier, qui s'appuie fortement sur ses capacités et ses conseils pour rester autant sur la bonne voie que loin des distractions. Opéra est également l'un des quatre démons à savoir qu'Iruma est un être humain avec Sullivan, Balam et Amélie. Le rang d'Opéra est actuellement inconnu, bien qu'il trahisse certaines prouesses physiques ainsi qu'une puissance de haut niveau comparée à la moyenne. Fait amusant, Opéra fut l'aîné de Balam et Callego quand ils étaient tous étudiants à Babyls, et paraît être la seule personne que ce dernier semble réellement craindre, Opéra ayant apparemment depuis cette époque l'habitude de le taquiner (peut-être, martyriser) selon son bon vouloir quand ils se croisent. Il entraine Iruma à attraper les balles pour l'examen de la balle aux prisonniers.

#### École des démons Babyls

##### Élèves de la «classe anormale»
Sublo Sabnock (サブノック・サブロ, Sabunokku Saburo)
Voix japonaise : Takuya Satō
Le deuxième fils de la prestigieuse famille Sabnock, sa magie héréditaire est la création d'armes. Force de la nature au torse nu et saillant ainsi que de grand gabarit par rapport à ses condisciples, il peut créer une arme à partir de tout ce qu'il mord et porte pour cette raison un collier de pendentifs en différents matériaux. Simple d'esprit et direct, voire primaire, il reconnaît la force et son objectif existentiel est de devenir le prochain roi-démon, uniquement parce que « c'est la classe ». Pendant la cérémonie d'entrée, il a attaqué un enseignant pensant que ce serait le moyen le plus rapide d'obtenir un grade plus élevé, sauf que cette action contre-productive l'a en réalité mené dans la classe anormale. Il fut classé Beth (2) bien qu'en termes de puissance, il se rapproche plus d'Alice. Il gagne le respect d'Iruma après les examens de placement et le reconnaît comme son égal ainsi que son rival. Son familier est un Kelpie et son rang actuel est Daleth (4).
Keroli Crocell (クロケル・ケロリ, Kurokeru Kerori) (identité réelle) / la « Diablodole » Kuromu (くろむ) (alias)
Voix japonaise : Nao Tōyama
Fille d'une famille de démons aux caractéristiques rappelant vaguement la yuki-onna, sa magie héréditaire Traits de glace lui permet de manipuler la glace, ce qui la rend aussi sensible à la chaleur et la fait s'évanouir quand elle est surexcitée ou abuse de ses capacités. Elle vit secrètement une double vie en tant que la Diablodole Kuromu pour vivre son rêve. Dans sa vie quotidienne, elle porte des lunettes spécialement enchantées pour empêcher les autres de la reconnaître en tant que célébrité. Elle a rejoint la classe anormale en raison de ses horaires de travail, avec lesquels elle concilie ses études. Ses familiers sont un renard des neiges et un loup du blizzard, et son rang actuel est Daleth (4).
Jazz M. Andro (アンドロ・Ｍ・ジャズ, Andoro M Jazu)
Voix japonaise : Tetsuya Kakihara
Le deuxième fils de la famille Andro dont la magie héréditaire Furtive Glance lui permet simultanément d'identifier des objets sur une cible et le chemin le plus court pour les voler, ainsi que d'étendre en ce but ses doigts comme des serpents. Il fut placé dans la classe anormale à cause d'une tentative de vol à la tire sur d'autres étudiants le jour de la cérémonie d'entrée. Il est dans le Batora de magie noire. Son rang actuel est Daleth (4).
Lead Shax (シャックス・リード, Shakkusu Rīdo)
Voix japonaise : Yoshitaka Yamaya
Un démon aux yeux généralement clos, passionné de jeu de hasard et aimant les sensations fortes des enjeux élevés. Il fut placé dans la classe anormale à cause d'un jeu de hasard qui a mal tourné le jour de la cérémonie d'entrée. Il est dans le Batora de ludisme. Sa magie héréditaire Manette, hold-up sensoriel lui permet de dérober et utiliser l'un des cinq sens de sa cible, transformant l'organe correspondant sur sa cible en noir complet. S'il se dépasse, Shax peut prendre deux sens à la fois. Son rang actuel est Daleth (4).
Elizabetta X (イクス・エリサベッタ, Ikusu Erisabetta)
Voix japonaise : Kaede Hondo
Grande et charmante démone blonde qui nourrit les fantasmes des garçons (tout particulièrement, ceux de Camui), sa magie héréditaire Full Love Gauge est un pouvoir de séduction augmentant les chances de succès de ceux qui œuvrent dans son intérêt. Romantique idéaliste affectant la douceur et cultivant sa féminité, elle fut placée dans la classe anormale car elle n'est pas une bonne étudiante, ne rêvant et n'accordant d'importance première qu'à la quête d'un amour pur. Son rang actuel est Daleth (4).
Camui Caim (カイム・カムイ, Kaimu Kamui)
Voix japonaise : Gakuto Kajiwara
Un hibou anthropomorphique à la fois pervers et gentilhomme. Obsédé par les filles, et plus circonstanciellement par sa condisciple Elizabetta, il fut placé dans la classe anormale pour avoir sexuellement harcelé des étudiantes et même, une institutrice. Sa magie héréditaire Mon ami est un traducteur universel qui lui permet, entre autres, de se faire temporairement obéir des animaux. Son rang actuel est Daleth (4).
Piquero Agares (アガレス・ピケロ, Agaresu Pikero)
Voix japonaise : Takuto Yoshinaga
Un démon qui sommeille constamment sur un nuage flottant avec un loup autour des yeux. Il estime bon d'être le moins souvent possible en cours, et fut donc placé dans la classe anormale non seulement pour avoir fait l'école buissonnière, mais aussi parce qu'il dort même en classe. Pour cette raison, il fuit autant que possible bruits et agitations et, du fait qu'il repose et protège régulièrement ses yeux, ils se révèlent plus beaux que la moyenne. Son pouvoir héréditaire, Territoire, lui fait ressentir plus sensiblement les vibrations et variations du sol même les plus infimes, lui permettant de prévenir des attaques et dangers, ainsi que d'en changer lui-même l'état ou de créer des séismes. Son rang actuel est Daleth (4).
Goemon Gaap (ガープ・ゴエモン, Gāpu Goemon)
Voix japonaise : Genki Okawa
Un démon dont le duvet cache l’entièreté de son corps. Héritant de son père une philosophie guerrière ainsi qu'une pratique familiale, Gaap porte un sabre à la ceinture et emploie un registre archaïque, tel un samouraï : toutefois, son fourreau ne contient en réalité aucune lame, son pouvoir héréditaire Lame tornade lui permettant, comme son nom le suggère, de maîtriser l'air et donc, de créer une lame de vent depuis sa garde lorsqu'il dégaine pour frapper. Son rang actuel est Daleth (4).
Schneider Allocer (アロケル・シュナイダー, Arokeru Shunaidā)
Voix japonaise : Shunichi Toki
Un démon très cultivé au visage conceptuellement léonin et s'exprimant généralement par proverbes ou citations. Il est l'un des meilleurs élèves de la classe. Son rang actuel est Daleth (4).
Soi Purson (プルソン・ソイ, Puruson Soi) / « Pixie » (妖精, Pikushī) (surnom)
Un démon discret et d'apparence ordinaire anecdotiquement présent au sein de la classe anormale. Son rang actuel est Daleth (4).

##### Professeurs principaux
Callego Naberius (ナベリウス・カルエゴ, Naberiusu Karuego)
Voix japonaise : Daisuke Ono
Le professeur titulaire de la classe anormale et donc, d'Iruma.
Il devient accidentellement le familier de ce dernier pour une année à cause d'un sort d'invocation de familier car son nom était écrit sur le papier d'invocation qu'il a donné aux étudiants, ignorant qu'Iruma est un Humain. Sa forme de familier est une petite créature ressemblant grossièrement à un oiseau dodu pourvu d'ailes de chauve-souris, de petites cornes noires et conservant sa mèche de cheveux caractéristique. Très sérieux voire psychorigide dans son travail, Callego est d'un tempérament très sévère et grincheux, souvent pessimiste et peu encourageant pour ses élèves. Il déteste particulièrement le bruit, les gens turbulents et ceux qu'il considère comme des fauteurs de troubles, notamment Sullivan dont il reproche régulièrement l'attitude en dépit de sa loyauté. Il voue une aversion assez forte envers Iruma à cause de l'incident de familier et les rapports entre les deux demeurent aussi ambigüs que compliqués. Son familier Cerberion est un Cerbère de flammes et son rang est Heth (8), comme pour son ami et collègue Balam, le plus élevé parmi les professeurs de Babyls ainsi que le second en comptant leur directeur Sullivan.
Shichirou Balam (バラム・シチロウ, Baramu Shichirou),
Voix japonaise : Katsuyuki Konishi
Enseignant d'Histoire et de Bestiaire démoniques au bas du corps avien et cachant le bas de son visage sous un masque, il est un bon ami et ancien condisciple de son collègue Callego, à l'époque où ils furent eux-mêmes étudiants à Babyls.
Malgré son allure ainsi que ses comportements aussi obsessionnels que socialement inadaptés, qui effraient la plupart des élèves, il se révèle en réalité d'une gentillesse bienveillante et très prévenante auprès d'Iruma, qui ne le craint pas et dont il gagne la confiance, et est l'un des rares démons au fait de son secret, l'espèce humaine le fascinant (au même titre qu'une créature légendaire) depuis toujours et dont il rêvait de découvrir l’existence et d'étudier si l'occasion se présentait. Son rang est Heth (8).

##### Professeurs secondaires
Momonoki Morax (モラクス・モモノキ, Morakusu Momonoki)
Voix japonaise : Ayaka Asai (ja)
Jeune professeur de Transfiguration du corps enseignant de Babyls, petite-fille du vénérable Pr Morax.
Timide et secrète quand il s'agit de sentiments, elle nourrit un amour transi teinté d'admiration pour son collègue le Pr Callego, dont la simple vue ou pensée peut la mettre dans tous ses états. Contrairement au concerné, elle adore également sa forme de familier.
Robin Bals (バルス・ロビン, Barusu Robin) / « Robie » (ロビー, Robī) (diminutif)
Voix japonaise : Takuto Yoshinaga (ja)
Jeune professeur d'Étude des Familiers nouvellement arrivé parmi le corps enseignant de Babyls.
Supervisé — au plus grand déplaisir du suivant — par le Pr Callego, il colle régulièrement aux basques de son aîné : tant opposé à lui par sa nature enthousiaste et joueuse, que ses méthodes d'enseignement encourageantes et tournées vers ses élèves, il lui arrive d'irriter tellement Callego qu'il en vient à le punir dans l'instant, s'en faisant un souffre-douleur.

#### Autres personnages secondaires
Alikred (アリクレッド, Arikureddo) / « Ali » (アリさん, Ari-san) (par Iruma)
Voix japonaise : Shin'ichirō Miki
L'esprit habitant la bague gloutonne d'Iruma.
À l'origine, c'était un simple esprit agressif et constamment affamé, dévorant l'énergie de tout démon s'approchant de lui. Évoluant avec le rang de son porteur, l'esprit se retrouve doué d'une conscience propre et de parole dès qu'Iruma obtient le rang Gimel : le jeune garçon lui donne une apparence de petit diablotin cyclopéen à deux cornes et vêtu d'une queue-de-pie. D'une forte personnalité et fidèle à son porteur, il tente spontanément de l'aider à plusieurs reprises. Il est notamment à l'origine du « Cycle du mal » d'Iruma. Quand Iruma est promu Hé (5), Alikred gagne en puissance et peut devenir aussi grand qu'un humain de taille moyenne.

### Personnages tertiaires

#### Autres élèves de Babyls
Eiko (エイコ)
Voix japonaise : Asami Haruna
Une démone ordinaire qui fut sauvée par Iruma le jour de la cérémonie d'entrée. Elle l'admire de jour en jour et a un faible pour lui depuis leur rencontre, mais n'a jamais eu l'occasion de lui parler après la cérémonie d'invocation de familier puisqu'ils ne furent pas placés dans la même classe. Durant l'incident des journées portes ouvertes et dans les mêmes circonstances, elle développe à égalité des sentiments ambigus pour la présidente du Bureau des Élèves, Amélie Azazel. Son familier est une créature ressemblant à un renard nuageux pourvu d'ailes de chauve-souris.
Western Johnny Zagan (ザガン・ジョニー・ウエスタン, Zagan Jonī Uesutan)
Voix japonaise : Takuya Eguchi 
Un membre du Bureau des Élèves de Babyls, profondément loyal envers leur présidente Amélie et dévoué à sa cause.
Quichelight Kimaris (キマリス・キッシュライト, Kimarisu Kisshuraito)
Voix japonaise : Taku Yashiro
Un membre du Bureau des Élèves de Babyls, profondément loyal envers leur présidente Amélie et dévoué à sa cause.
Lomière Ronové (ロノウェ・ロミエール, Ronoue Romiēru)
Voix japonaise : Tatsuhisa Suzuki (en)
« Beau garçon » (selon certains critères) et président de son propre Batora, incarnation archétypale du narcissisme et de l'hédonisme, il convoite depuis un certain temps le poste de président du Bureau des Élèves. Ne semblant vivre que pour chanter et célébrer sa propre personne ainsi que sa magnificence autoproclamée, il possède un pouvoir héréditaire, Charisma, lui permettant d'attirer temporairement l'attention sur lui. Ne supportant pas la moindre promiscuité physique avec ses homologues masculins, le mettant dans tous ses états au point d'en défaillir, il ne se laisse toucher que par les filles et ne s'entoure que d'elles dans son cercle proche.
Son père n'est autre que le propriétaire du Walter Park, l'un des plus populaires parcs d'attractions pour Démons.
Coco Orobas (オロバス・ココ, Orobasu Koko)
Voix japonaise : Hiroki Yasumoto
Élève de première année, il est très doué mais finit toujours deuxième lors des examens. De ce fait, ses camarades croient que c'est volontaire et qu'il voue un culte au chiffre 2 ; ce qui n'est pas du tout le cas.Il en veut aux élèves de la classe anormale qui le devancent. Lors du festival des récoltes, il va utiliser son pouvoir héréditaire, nommé "La lanterne de la peur" qui lui permet de montrer leurs pires peurs à ceux qui en sont victimes.

#### Personnel de Babyls
« Mr Venez-Venez » (カムカムさん, Kamu Kamu-san)
Voix japonaise : Hiroshi Shimozaki (ja)
Le mystérieux boutiquier du réfectoire de Babyls.
Petit démon aux yeux jaunes et à l'apparence dissimulée sous un costume à capuche, il a un parler rudimentaire et se montre intransigeant avec les voleurs ou autres fauteurs de troubles gênant son commerce, les attaquant ou les attrapant avec un bâton en bambou taillé convertible en filet. Il possède une « liste noire » de clients interdits incluant notamment les élèves de la classe anormale Jazz M. Andro et Clara Valac, à cause de leur pouvoir héréditaire respectif (mais également pour la seconde, sa grande capacité à semer la pagaille partout où elle passe).

### Antagonistes
Kiriwo Amī (アミィ・キリヲ, Amī Kiriwo)
Voix japonaise : Ryōta Ōsaka
Étudiant en troisième année de Babyls à la santé fragile possédant une très faible magie, des cornes dissymétriques et un physique délicat, il dirige seul le Batora des objets et artefacts démoniaques et devient ami avec Iruma qui intègre, avec Az et Clara, son Batora.
Il complote cependant avec son aîné Baal afin de détruire l'école, car il désire comme lui le « Retour aux sources » des Démons. Dissimulant sa véritable nature sous ses faiblesses et une apparente bienveillance, Kiriwo se sert du feu d'artifice créé avec ses cadets, qu'il modifie avec l'aide de Baal dans le but d'en faire une bombe suffisamment puissante pour détruire Babyls durant des journées portes ouvertes : Iruma découvre cependant ses vraies intentions et réussit à dévier la bombe au loin pour épargner l'école, puis Sullivan interviendra pour empêcher les débris de s'y écraser. Kiriwo est ensuite neutralisé sans efforts par les professeurs et arrêté : il mettra toutefois Iruma en garde contre les démons qui souhaitent le retour du chaos dans la société.
Emprisonné dans la prison de travaux forcés d'Uraboras, située sous Walter Park et servant à son alimentation énergétique, il planifie sa propre évasion avec le concours des Six Phalanges, un groupe criminel bien connu souhaitant également le Retour aux sources et qui, infiltrés parmi les employés du parc d'attractions, profiteront de l'absence du directeur de la prison ainsi que du chaos provoqué dans Walter Park, pour faciliter son extraction d'Uraboras : son évasion réussie, Kiriwo voudra tout de même jeter un œil au carnage, mais découvre avec surprise qu'Iruma a encore contrecarré cette partie de son plan.
Il possède la capacité Barrière, lui permettant de créer des barrières de protection impénétrables selon l'énergie accumulée. Son esprit tordu lui fait apprécier avec une euphorie malsaine les expressions de désespoir ou de dégoût qu'il peut susciter chez les autres. D'abord considéré comme son semblable puis sa némésis, il juge désormais Iruma comme son ennemi mortel.
Après le festival des récoltes, il découvre la nature humaine d'Iruma, et est excité à l'idée de voir le visage qu'il fera quand il va le manger.

## Média et supports

### Manga

#### Œuvre originale
Le manga est prépublié dans le magazine shōnen d'Akita Shoten, le Weekly Shōnen Champion depuis mars 2017 et il comporte quarante-quatre volumes reliés en août 2025.
Le 27 mai 2020, nobi nobi ! annonce la publication du manga en version française à partir du 16 septembre 2020, sous le titre Iruma à l'école des démons.

#### Série dérivée
Une série dérivée intitulée Makai no Shuyaku wa Wareware da! (魔界の主役は我々だ！) est prépubliée dans le magazine shōnen d'Akita Shoten, le Weekly Shōnen Champion depuis le 9 janvier 2020.
Le premier volume en format tankōbon a été publié le 8 juin 2020 par Akita Shoten. Au 7 février 2025, vingt-et-un volumes ont été publiés.

### Adaptation animée
Une adaptation en anime a été annoncée dans le 10e numéro du Weekly Shōnen Champion en même temps que Beastars le 7 février 2019. La série est animée par Bandai Namco Pictures et réalisée par Makoto Moriwaki. Kazuyuki Fudeyasu gère la composition de la série et Akimitsu Honma compose la musique de la série. La série est produite par NHK et NHK Enterprises,. La série est disponible en streaming sur Crunchyrollsous le titre Welcome to Demon School! Iruma-kun.
La première saison composée de 23 épisodes est diffusée du 5 octobre 2019 au 7 mars 2020 sur NHK Educational TV,. La deuxième saison composée de 21 épisodes est diffusée du 17 avril 2021 au 11 septembre 2021, avec le même staff que la première saison,,. Une troisième saison est diffusée du 8 octobre 2022 au 4 mars 2023.

#### Musique

##### Génériques
Le groupe DA PUMP interprète le thème d'ouverture, Magical Babyrinth, tandis qu'Yū Serizawa interprète celui de fin pour les vingt-deux premiers épisodes, Devi-kyuu (デビきゅー).
L'« Hymne scolaire de l'École des démons Babyls » de fin de saison, est une composition de la bande originale interprétée collectivement par l'équipe de la série.
DA PUMP interprète de nouveau le générique d'ouverture de la deuxième saison, No! No! Satisfaction!, tandis qu'Amatsuki interprète celui de fin, Kokoro Showtime (ココロショータイム).

## Accueil
En janvier 2020, 2,5 millions d'exemplaires des quinze premiers volumes sont en circulation. En septembre 2020, 5 millions d'exemplaires sont en circulation.

### Annotations
1. 1 2 3  Les titres français de l'adaptation en anime proviennent de Crunchyroll.
2. ↑  Cet épisode prévu initialement pour le 28 août 2021 est reporté au 4 septembre 2021 en raison de la diffusion des JO de Tokyo[28].

### Œuvres
Édition japonaise
Welcome to Demon School! Iruma-kun
1. 1 2  (ja) « 魔入りました！入間くん 第1巻 », sur Akita Shoten (consulté le 16 décembre 2020)
2. 1 2  (ja) « 魔入りました！入間くん 第2巻 », sur Akita Shoten (consulté le 16 décembre 2020)
3. 1 2  (ja) « 魔入りました！入間くん 第3巻 », sur Akita Shoten (consulté le 16 décembre 2020)
4. 1 2  (ja) « 魔入りました！入間くん 第4巻 », sur Akita Shoten (consulté le 16 décembre 2020)
5. 1 2  (ja) « 魔入りました！入間くん 第5巻 », sur Akita Shoten (consulté le 16 décembre 2020)
6. 1 2  (ja) « 魔入りました！入間くん 第6巻 », sur Akita Shoten (consulté le 16 décembre 2020)
7. 1 2  (ja) « 魔入りました！入間くん 第7巻 », sur Akita Shoten (consulté le 16 décembre 2020)
8. 1 2  (ja) « 魔入りました！入間くん 第8巻 », sur Akita Shoten (consulté le 16 décembre 2020)
9. 1 2  (ja) « 魔入りました！入間くん 第9巻 », sur Akita Shoten (consulté le 16 décembre 2020)
10. 1 2  (ja) « 魔入りました！入間くん 第10巻 », sur Akita Shoten (consulté le 16 décembre 2020)
11. 1 2  (ja) « 魔入りました！入間くん 第11巻 », sur Akita Shoten (consulté le 16 décembre 2020)
12. 1 2  (ja) « 魔入りました！入間くん 第12巻 », sur Akita Shoten (consulté le 16 décembre 2020)
13. 1 2  (ja) « 魔入りました！入間くん 第13巻 », sur Akita Shoten (consulté le 16 décembre 2020)
14. 1 2  (ja) « 魔入りました！入間くん 第14巻 », sur Akita Shoten (consulté le 16 décembre 2020)
15. 1 2  (ja) « 魔入りました！入間くん 第15巻 », sur Akita Shoten (consulté le 16 décembre 2020)
16. 1 2  (ja) « 魔入りました！入間くん 第16巻 », sur Akita Shoten (consulté le 16 décembre 2020)
17. 1 2  (ja) « 魔入りました！入間くん 第17巻 », sur Akita Shoten (consulté le 16 décembre 2020)
18. 1 2  (ja) « 魔入りました！入間くん 第18巻 », sur Akita Shoten (consulté le 16 décembre 2020)
19. 1 2  (ja) « 魔入りました！入間くん 第19巻 », sur Akita Shoten (consulté le 16 décembre 2020)
20. 1 2  (ja) « 魔入りました！入間くん 第20巻 », sur Akita Shoten (consulté le 21 mars 2021)
21. 1 2  (ja) « 魔入りました！入間くん 第21巻 », sur Akita Shoten (consulté le 21 mars 2021)
22. 1 2  (ja) « 魔入りました！入間くん 第22巻 », sur Akita Shoten (consulté le 17 avril 2021)
23. 1 2  (ja) « 魔入りました！入間くん 第23巻 », sur Akita Shoten (consulté le 29 juin 2021)
24. 1 2  (ja) « 魔入りました！入間くん 第24巻 », sur Akita Shoten (consulté le 14 octobre 2021)
25. 1 2  (ja) « 魔入りました！入間くん 第25巻 », sur Akita Shoten (consulté le 24 décembre 2021)
26. 1 2  (ja) « 魔入りました！入間くん 第26巻 », sur Akita Shoten (consulté le 2 mars 2022)
27. 1 2  (ja) « 魔入りました！入間くん 第27巻 », sur Akita Shoten (consulté le 3 mai 2022)
28. 1 2  (ja) « 魔入りました！入間くん 第28巻 », sur Akita Shoten (consulté le 7 octobre 2022)
29. 1 2  (ja) « 魔入りました！入間くん 第29巻 », sur Akita Shoten (consulté le 7 octobre 2022)
30. 1 2  (ja) « 魔入りました！入間くん 第30巻 », sur Akita Shoten (consulté le 30 novembre 2022)
31. 1 2  (ja) « 魔入りました！入間くん 第31巻 », sur Akita Shoten (consulté le 28 janvier 2023)
32. 1 2  (ja) « 魔入りました！入間くん 第32巻 », sur Akita Shoten (consulté le 18 avril 2023)
33. 1 2  (ja) « 魔入りました！入間くん 第33巻 », sur Akita Shoten (consulté le 31 juillet 2023)
34. 1 2  (ja) « 魔入りました！入間くん 第34巻 », sur Akita Shoten (consulté le 31 juillet 2023)
35. 1 2  (ja) « 魔入りました！入間くん 第35巻 », sur Akita Shoten (consulté le 23 octobre 2023)
36. 1 2  (ja) « 魔入りました！入間くん 第36巻 », sur Akita Shoten (consulté le 7 janvier 2024)
37. 1 2  (ja) « 魔入りました！入間くん 第37巻 », sur Akita Shoten (consulté le 23 mars 2024)
38. 1 2  (ja) « 魔入りました！入間くん 第38巻 », sur Akita Shoten (consulté le 26 avril 2024)
39. 1 2  (ja) « 魔入りました！入間くん 第39巻 », sur Akita Shoten (consulté le 23 juillet 2024)
40. 1 2  (ja) « 魔入りました！入間くん 第40巻 », sur Akita Shoten (consulté le 8 octobre 2024)
41. 1 2  (ja) « 魔入りました！入間くん 第41巻 », sur Akita Shoten (consulté le 3 décembre 2024)
42. 1 2  (ja) « 魔入りました！入間くん 第42巻 », sur Akita Shoten (consulté le 7 février 2025)
43. 1 2  (ja) « 魔入りました！入間くん 第43巻 », sur Akita Shoten (consulté le 8 avril 2025)
44. 1 2  (ja) « 魔入りました！入間くん 第44巻 », sur Akita Shoten (consulté le 6 juin 2025)
45. 1 2  (ja) « 魔入りました！入間くん 第45巻 », sur Akita Shoten (consulté le 7 août 2025)

Makai no Shuyaku wa Wareware da! Manga
1. 1 2  (ja) « 魔界の主役は我々だ！ 1 », sur Akita Shoten (consulté le 17 avril 2021)
2. 1 2  (ja) « 魔界の主役は我々だ！ 2 », sur Akita Shoten (consulté le 17 avril 2021)
3. 1 2  (ja) « 魔界の主役は我々だ！ 3 », sur Akita Shoten (consulté le 17 avril 2021)
4. 1 2  (ja) « 魔界の主役は我々だ！ 4 », sur Akita Shoten (consulté le 17 avril 2021)
5. 1 2  (ja) « 魔界の主役は我々だ！ 5 », sur Akita Shoten (consulté le 17 avril 2021)
6. 1 2  (ja) « 魔界の主役は我々だ！ 6 », sur Akita Shoten (consulté le 29 juin 2021)
7. 1 2  (ja) « 魔界の主役は我々だ！ 7 », sur Akita Shoten (consulté le 24 décembre 2021)
8. 1 2  (ja) « 魔界の主役は我々だ！ 8 », sur Akita Shoten (consulté le 24 décembre 2021)
9. 1 2  (ja) « 魔界の主役は我々だ！ 9 », sur Akita Shoten (consulté le 7 octobre 2022)
10. 1 2  (ja) « 魔界の主役は我々だ！ 10 », sur Akita Shoten (consulté le 7 octobre 2022)
11. 1 2  (ja) « 魔界の主役は我々だ！ 11 », sur Akita Shoten (consulté le 7 octobre 2022)
12. 1 2  (ja) « 魔界の主役は我々だ！ 12 », sur Akita Shoten (consulté le 28 janvier 2023)
13. 1 2  (ja) « 魔界の主役は我々だ！ 13 », sur Akita Shoten (consulté le 28 janvier 2023)
14. 1 2  (ja) « 魔界の主役は我々だ！ 14 », sur Akita Shoten (consulté le 18 avril 2023)
15. 1 2  (ja) « 魔界の主役は我々だ！ 15 », sur Akita Shoten (consulté le 7 septembre 2023)
16. 1 2  (ja) « 魔界の主役は我々だ！ 16 », sur Akita Shoten (consulté le 23 octobre 2023)
17. 1 2  (ja) « 魔界の主役は我々だ！ 17 », sur Akita Shoten (consulté le 23 mars 2024)
18. 1 2  (ja) « 魔界の主役は我々だ！ 18 », sur Akita Shoten (consulté le 26 avril 2024)
19. 1 2  (ja) « 魔界の主役は我々だ！ 19 », sur Akita Shoten (consulté le 23 juillet 2024)
20. 1 2  (ja) « 魔界の主役は我々だ！ 20 », sur Akita Shoten (consulté le 8 octobre 2024)
21. 1 2  (ja) « 魔界の主役は我々だ！ 21 », sur Akita Shoten (consulté le 3 décembre 2024)

Édition française
Iruma à l'école des démons
1. 1 2  « Iruma à l'école des démons Tome 1 », sur nobi nobi ! (consulté le 16 décembre 2020)
2. 1 2  « Iruma à l'école des démons Tome 2 », sur nobi nobi ! (consulté le 16 décembre 2020)
3. 1 2  « Iruma à l'école des démons Tome 3 », sur nobi nobi ! (consulté le 16 décembre 2020)
4. 1 2  « Iruma à l'école des démons Tome 4 », sur nobi nobi ! (consulté le 16 décembre 2020)
5. 1 2  « Iruma à l'école des démons Tome 5 », sur nobi nobi ! (consulté le 16 décembre 2020)
6. 1 2  « Iruma à l'école des démons Tome 6 », sur nobi nobi ! (consulté le 16 décembre 2020)
7. 1 2  « Iruma à l'école des démons Tome 7 », sur nobi nobi ! (consulté le 16 décembre 2020)
8. 1 2  « Iruma à l'école des démons Tome 8 », sur nobi nobi ! (consulté le 17 avril 2021)
9. 1 2  « Iruma à l'école des démons Tome 9 », sur nobi nobi ! (consulté le 8 mai 2021)
10. 1 2  « Iruma à l'école des démons Tome 10 », sur nobi nobi ! (consulté le 23 août 2021)
11. 1 2  « Iruma à l'école des démons Tome 11 », sur nobi nobi ! (consulté le 14 octobre 2021)
12. 1 2  « Iruma à l'école des démons Tome 12 », sur nobi nobi ! (consulté le 24 décembre 2021)
13. 1 2  « Iruma à l'école des démons Tome 13 », sur nobi nobi ! (consulté le 2 mars 2022)
14. 1 2  « Iruma à l'école des démons Tome 14 », sur nobi nobi ! (consulté le 3 mai 2022)
15. 1 2  « Iruma à l'école des démons Tome 15 », sur nobi nobi ! (consulté le 7 octobre 2022)
16. 1 2  « Iruma à l'école des démons Tome 16 », sur nobi nobi ! (consulté le 7 octobre 2022)
17. 1 2  « Iruma à l'école des démons Tome 17 », sur nobi nobi ! (consulté le 30 novembre 2022)
18. 1 2  « Iruma à l'école des démons Tome 18 », sur nobi nobi ! (consulté le 28 janvier 2023)
19. 1 2  « Iruma à l'école des démons Tome 19 », sur nobi nobi ! (consulté le 16 mai 2023)
20. 1 2  « Iruma à l'école des démons Tome 20 », sur nobi nobi ! (consulté le 7 septembre 2023)
21. 1 2  « Iruma à l'école des démons Tome 21 », sur nobi nobi ! (consulté le 7 septembre 2023)
22. 1 2  « Iruma à l'école des démons Tome 22 », sur nobi nobi ! (consulté le 7 janvier 2024)
23. 1 2  « Iruma à l'école des démons Tome 23 », sur nobi nobi ! (consulté le 6 septembre 2024)
24. 1 2  « Iruma à l'école des démons Tome 24 », sur nobi nobi ! (consulté le 6 septembre 2024)
25. 1 2  « Iruma à l'école des démons Tome 25 », sur nobi nobi ! (consulté le 8 octobre 2024)
26. 1 2  « Iruma à l'école des démons Tome 26 », sur nobi nobi ! (consulté le 8 octobre 2024)
27. 1 2  « Iruma à l'école des démons Tome 27 », sur nobi nobi ! (consulté le 8 octobre 2024)
28. 1 2  « Iruma à l'école des démons Tome 28 », sur nobi nobi ! (consulté le 8 avril 2025)
29. 1 2  « Iruma à l'école des démons Tome 29 », sur nobi nobi ! (consulté le 7 août 2025)
30. 1 2  « Iruma à l'école des démons Tome 30 », sur nobi nobi ! (consulté le 7 août 2025)
31. 1 2  « Iruma à l'école des démons Tome 31 », sur nobi nobi ! (consulté le 7 août 2025)